# Кузнецов Олексій Сергійович
Олексій Сергійович Кузнецов (рос. Алексей Сергеевич Кузнецов; народився 27 квітня 1983 у м. Ленінграді, СРСР) — російський хокеїст, захисник. Виступає за «Шинник» (Бобруйськ) у Білоруській Екстралізі. 
Виступав за: СКА-2 (Санкт-Петербург), «Спартак» (Санкт-Петербург), «Хімік-СКА» (Новополоцьк).